# Le Triadou
Le Triadou település Franciaországban, Hérault megyében. Lakosainak száma 692 fő (2022. január 1.). Le Triadou Assas, Les Matelles, Prades-le-Lez, Saint-Jean-de-Cuculles és Saint-Mathieu-de-Tréviers községekkel határos.

## Népesség
A település népességének változása:
| Lakosok száma | 93   | 143  | 262  | 366  | 403  | 388  | 462  | 576  | 633  | 692  |
|               | 1968 | 1982 | 1990 | 2006 | 2013 | 2015 | 2017 | 2019 | 2020 | 2022 |